# Considerations on Representative Government
Considerations on Representative Government (dt.: Betrachtungen über die repräsentative Regierung) ist ein 1861 vom britischen Philosophen und Ökonomen John Stuart Mill veröffentlichtes demokratietheoretisches Werk.

## Zusammenfassung
John Stuart Mill wurde in seinem politischen Denken stark von Alexis de Tocquevilles Werk „Über die Demokratie in Amerika“ beeinflusst. Genau wie de Tocqueville sah er eine „Tyrannei der Mehrheit“ als Hauptgefahr für die demokratische Ordnung, weshalb er von einem Verfechter einer reinen Demokratie zu einem Anhänger einer gemäßigten Form von Demokratie wurde.
Mill war außerdem der Überzeugung, dass eine Demokratie auf gebildete Bürger und auf einen gesicherten Einfluss der Weisesten einer Nation – eine Minderheit – angewiesen ist.  Die Repräsentativregierung ist für Mill die am besten geeignete Regierungsform,  um diese beiden wichtigsten Aspekte – Förderung des allgemeinen geistigen Fortschritts und  Staatsherrschaft der Weisesten – zu garantieren. Damit eine repräsentative Demokratie diese beiden Ziele auch wirklich erreicht, schlägt Mill verschiedene Absicherungsmaßnahmen vor.
Von all seinen Vorschlägen am umstrittensten ist seine Idee des Pluralwahlrechts. Damit ist gemeint, dass die in Bildung und Moral überlegenen Bürger eines Staates ein höheres Stimmengewicht erhalten sollten. Mill fürchtete sich davor, dass die Arbeiterklasse ihre Mehrheit für eine Klassenherrschaft missbrauchen könnte, sobald ein allgemeines Wahlrecht eingeführt sei. Das Pluralstimmrecht sollte einerseits die Partizipation aller Bürger am politischen Geschehen ermöglichen – nicht zuletzt auch aus erzieherischen Gründen – andererseits aber den Einfluss der überlegenen Bildung sichern. Im Vergleich zu den meisten seiner Zeitgenossen (und zum damals herrschenden Wahlrecht in England) war dies allerdings schon ein großer Schritt in Richtung eines allgemeinen und gleichen Wahlrechts. Für die meisten Zeitgenossen revolutionär wirkte die Forderung nach einem Frauenwahlrecht, das genau denselben Bedingungen wie das der Männer unterlag.
Sein Misstrauen gegenüber der Arbeiterklasse lässt ihn, obwohl er sich für eine Ausdehnung des Wahlrechts auf diese Schicht einsetzt, verschiedene Einschränkungen des Wahlrechts in Erwägung ziehen. So sollte zum Beispiel nur das Wahlrecht erhalten, wer Lesen, Schreiben und Rechnen kann, wer Steuern bezahlt und wer nicht von finanzieller Unterstützung durch das Gemeinwesen abhängig ist.
Des Weiteren setzt sich Mill in den „Considerations“ auch für die öffentliche Wahl ein, damit der Wähler sein „Amt“ nicht missbräuchlich d. h. für seinen Sonderzweck und Nutzen ausübt, sondern das öffentliche Interesse dabei wahrt.
Mill ist der Überzeugung, dass eine Zentralregierung nur einen kleinen Teil der öffentlichen Aufgaben befriedigend bewältigen kann. Deshalb fordert Mill, dass es neben einer Nationalversammlung auch Vertretungen für Gemeinden und Provinzen geben sollte. Ganz generell hält Mill diejenige Volksherrschaft für die beste, in der die öffentlichen Funktionen am breitesten gestreut sind, weil dadurch eine politische Erziehung der Massen am besten erreicht werden kann.
Mills Denken über die Organisation einer repräsentativen Demokratie wird durch zwei Hauptprinzipien geleitet: Teilhabe (participation) und Kompetenz (competence).